# Don Grolnick
Don Grolnick, född 23 september 1948 i Brooklyn, New York, död 1 juni, 1996, var en amerikansk jazz och pop-pianist och kompositör. Han är mest känd för sitt arbete med artister som Linda Ronstadt, James Taylor, Roberta Flack, Carly Simon, Bette Midler, Steps (med Michael Brecker, Mike Mainieri, Eddie Gomez, Steve Gadd och Peter Erskine), David Sanborn, The Brecker Brothers, Bob Mintzer, Dave Holland och Steely Dan.
Grolnick växte upp i Levittown, New York och började sitt unga musikaliska liv med att spela dragspel, men bytte senare till piano. Hans intresse inom jazz började som barn då hans pappa tog med honom på en konsert med Count Basie, och strax efter den konserten såg de Erroll Garner spela i Carnegie Hall.
Han studerade vid Tufts University och där träffade han saxofonisten Michael Brecker. Båda skulle senare vara involverade i jazz fusion-gruppen Dreams (där Grolnick spelade tillsammans med John Abercrombie). Grolnick skulle senare arbeta med Michael Brecker i hans grupp Brecker Brothers tillsammans med sin bror Randy.